# Megalonotus emarginatus
Megalonotus emarginatus ist eine Wanze aus der Familie der Rhyparochromidae.

## Merkmale
Die Wanzen werden 5,4 bis 7,1 Millimeter lang und sind damit die größten Vertreter ihrer Gattung in Mitteleuropa. Sie haben wie alle Vertreter der Gattung ein dunkel gefärbtes und besonders hinten grob punktiertes Pronotum. Die Schenkel (Femora) der Vorderbeine tragen einen langen und mehrere kleine Zähnchen. Man kann Megalonotus emarginatus dadurch bestimmen, dass ihr Pronotum mit langen, aufrechten Härchen besetzt ist. Außerdem sind die hinteren Ecken des Pronotums erweitert und spitz nach hinten gewinkelt. Der Rand ist bei der ähnlichen Megalonotus chiragra lediglich gleichmäßig gekrümmt. Außerdem sind bei Megalonotus emarginatus die Schienen (Tibien) blass gefärbt.

## Verbreitung und Lebensraum
Die Art ist im Mittelmeerraum verbreitet und dringt besonders in den atlantisch beeinflussten Teil Mitteleuropas nach Norden ein. Im Osten reicht ihre Verbreitung über Kleinasien bis in das Kaukasusgebiet. In Deutschland ist sie selten und kommt nur im Süden vor, wo einzelne Funde aus Thüringen und dem Süden Niedersachsens bekannt sind. In Österreich ist sie vereinzelt im Osten und Süden nachgewiesen. In Großbritannien kommt sie lokal im Süden vor. Welche Lebensräume die Art besiedelt, ist unbekannt, da sie erst kürzlich von Megalonotus chiragra getrennt wurde. Offenbar werden warme und trockene Lebensräume mit Sand, aber insbesondere Kalkboden besiedelt.

## Lebensweise
Die Lebensweise der Tiere und eine allfällige Bindung an bestimmte Nahrungspflanzen ist bis jetzt ebenso unbekannt.

## Belege